# Rettung der dänischen Juden

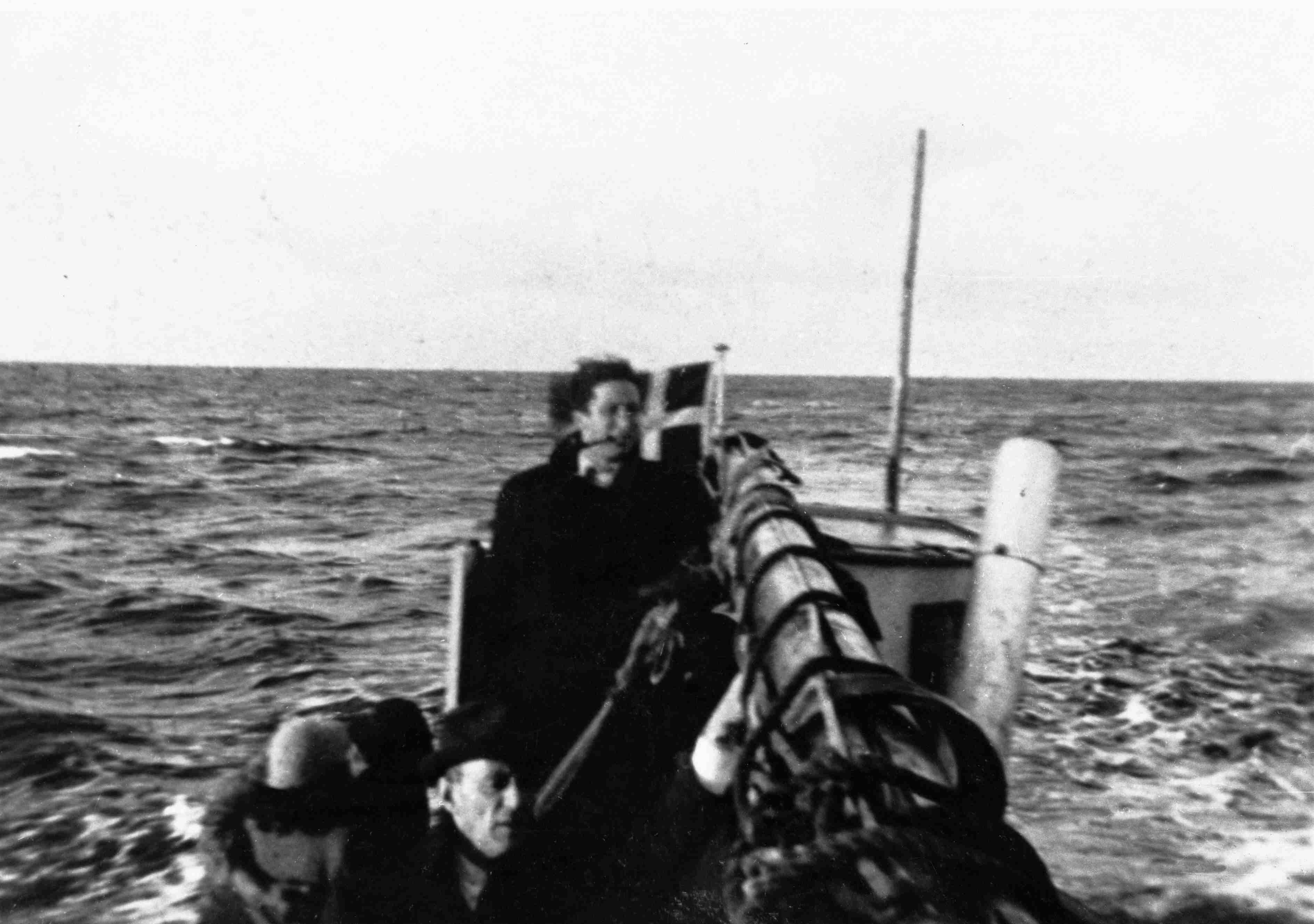
Boot mit jüdischen Flüchtlingen auf dem Weg von Falster in Dänemark nach Ystad in Schweden

Durch die Rettung der dänischen Juden im Oktober 1943 wurden 7220 von damals 7800 dänischen Juden sowie 686 nichtjüdische Ehepartner auf dem Seeweg ins benachbarte neutrale Schweden übergesetzt. Die Aktion ist in der Geschichte der im Zweiten Weltkrieg nationalsozialistisch besetzten Gebiete in Europa ein einmaliges Beispiel. Sie wurde durch den deutschen Diplomaten Georg Ferdinand Duckwitz und das koordinierte Vorgehen zahlreicher dänischer Helfer möglich und verhinderte den Mord an Tausenden von Juden im Zuge des Holocaust.

## Dänemark während der Zeit des Nationalsozialismus
Dänemark verfolgte während der Zeit des Nationalsozialismus eine pragmatische deutschfreundliche Neutralitätspolitik, u. a. weil die deutsche Wirtschaft eine große Rolle spielte und das Land militärisch hilflos war. Nach der Besetzung Dänemarks durch Deutschland am 9. April 1940 wurde zwischen der dänischen Einheitsregierung und dem Deutschen Reich eine Zusammenarbeit auf der Basis innenpolitischer Unabhängigkeit vereinbart. Diese von manchen als unheroische und manchmal schmachvoll angesehene Kooperation ermöglichte der dänischen Regierung unter Hinweis auf die Dänemark zugesagte Rechtsstaatlichkeit, jede Diskriminierung (also auch Judenregistrierung, -kennzeichnung und -verfolgung) abzulehnen, während die deutsche Seite versuchte, Dänemark durch einen Reichsbevollmächtigten vom Auswärtigen Amt als ein „arisches“ „Vorzeigeprotektorat“ zu entwickeln. Die wichtigen dänischen Nahrungsmittellieferungen ins Reich erhöhten sich und die deutschen Besatzungskosten waren im europäischen Vergleich die geringsten.
In anderen besetzten Ländern begann die deutsche Besatzungsmacht bereits früher mit der Deportation und Ermordung der dortigen jüdischen Bevölkerung. Auf der Wannseekonferenz am 20. Januar 1942 äußerte Unterstaatssekretär Martin Luther vom Auswärtigen Amt, es empfehle sich, die nordischen Länder wegen der geringen Judenzahlen und der zu erwartenden Schwierigkeiten vorerst bei der Endlösung der Judenfrage zurückzustellen.
Die jüdische Gemeinde erfuhr gerüchteweise von Massenmorden an Juden in den besetzen Ostgebieten; ihr Exekutivrat lehnte aber noch Anfang 1943 jede Planung für eine organisierte Flucht nach Schweden ab, weil man sich der Unterstützung der nicht-jüdischen dänischen Mitbürger nicht sicher war und man mit solchen illegalen Planungen keinen Anlass für deutsche Maßnahmen geben wollte.
Die Möglichkeit zum Vorgehen gegen die dänischen Juden eröffnete sich das Deutsche Reich durch die Operation Safari am 29. August 1943. Diese umfasste die Entwaffnung der verbleibenden dänischen Armee und die Entmachtung der Regierung. Das deutsche Militär übernahm daraufhin de facto die Regierungsgewalt, mit darüber hinausgehenden Befugnissen im Rahmen des militärischen Ausnahmezustands, der bis zum 6. Oktober 1943 galt.

## Ablauf von Deportation und Rettung

### Deutsche Vorbereitungen
Kurz nach der offenen Machtübernahme in Dänemark begann die deutsche Seite mit der Vorbereitung der Judendeportation. Am 13. September trafen die ersten aus Norwegen verlegten Einheiten der Ordnungspolizei in Kopenhagen ein. Am folgenden Tag trat SS-Sturmbannführer Karl Heinz Hoffmann seinen Posten als Chef der Gestapo in Dänemark an. Am 15. September kamen rund 120 Mann der Sicherheitspolizei hinzu. Mit einer Durchsuchung des Archivs der jüdischen Gemeinde erlangte die Gestapo am 17. September die Namen und Anschriften aller dänischen Juden.
Nach Erkenntnissen der Deutschen handelte es sich um 1673 jüdische Familien im Großraum Kopenhagen und 33 weitere im restlichen Land, dazu 110 jüdische Familien ohne Angehörigkeit zu den jüdischen Gemeinden und 1208 weitere Personen jüdischen Glaubens, größtenteils Emigranten aus Deutschland. Werner Best, der Bevollmächtigte des Reiches in Dänemark, stellte daraufhin am 18. September Anforderungen für Polizeipersonal und Transportlogistik an Reichsaußenminister Joachim von Ribbentrop zusammen, um innerhalb von zehn Tagen die Deportation der dänischen Juden abzuschließen. Er wies aber auch darauf hin, dass dieses Vorgehen erheblichen Widerstand des Parlaments und des Königs auslösen würde. Adolf Hitler befahl am 23. September, die „Judenaktion“ in Dänemark trotz dieser Bedenken durchzuführen.
Am 19. September trat Rudolf Mildner seinen Dienst als Chef der Sicherheitspolizei und des SD in Dänemark an. Sowohl Mildner als auch der deutsche Militärbefehlshaber Hermann von Hanneken sprachen sich bei ihren übergeordneten Stellen gegen das Vorhaben aus, weil es die Stimmung in Dänemark gegen Deutschland beeinflussen würde. Das Reichssicherheitshauptamt (RSHA) und das OKW wiesen ihre Einwände jedoch zurück.
Es folgten weitere Verstärkungen der deutschen Polizeitruppen, die Wehrmacht stellte Einheiten der Feldgendarmerie und der Geheimen Feldpolizei für die Deportation ab, so dass am 23. September 1300 Mann deutsche Polizeieinheiten zu diesem Zweck in Kopenhagen zur Verfügung standen. Das RSHA legte schließlich die Nacht vom 1. auf den 2. Oktober als Datum für die Operation sowie die genaue Zielgruppe fest: Sämtliche „Volljuden“ und alle mit „Volljuden“ verheirateten „Halbjuden“ sollten deportiert werden.
Am Nachmittag des 28. September erfuhr Georg Ferdinand Duckwitz von Best das genaue Datum.
Am 1. Oktober traf das Transportschiff Wartheland im Hafen von Kopenhagen ein, das die Juden aus der Stadt aufnehmen sollte.

### Warnung und Untertauchen

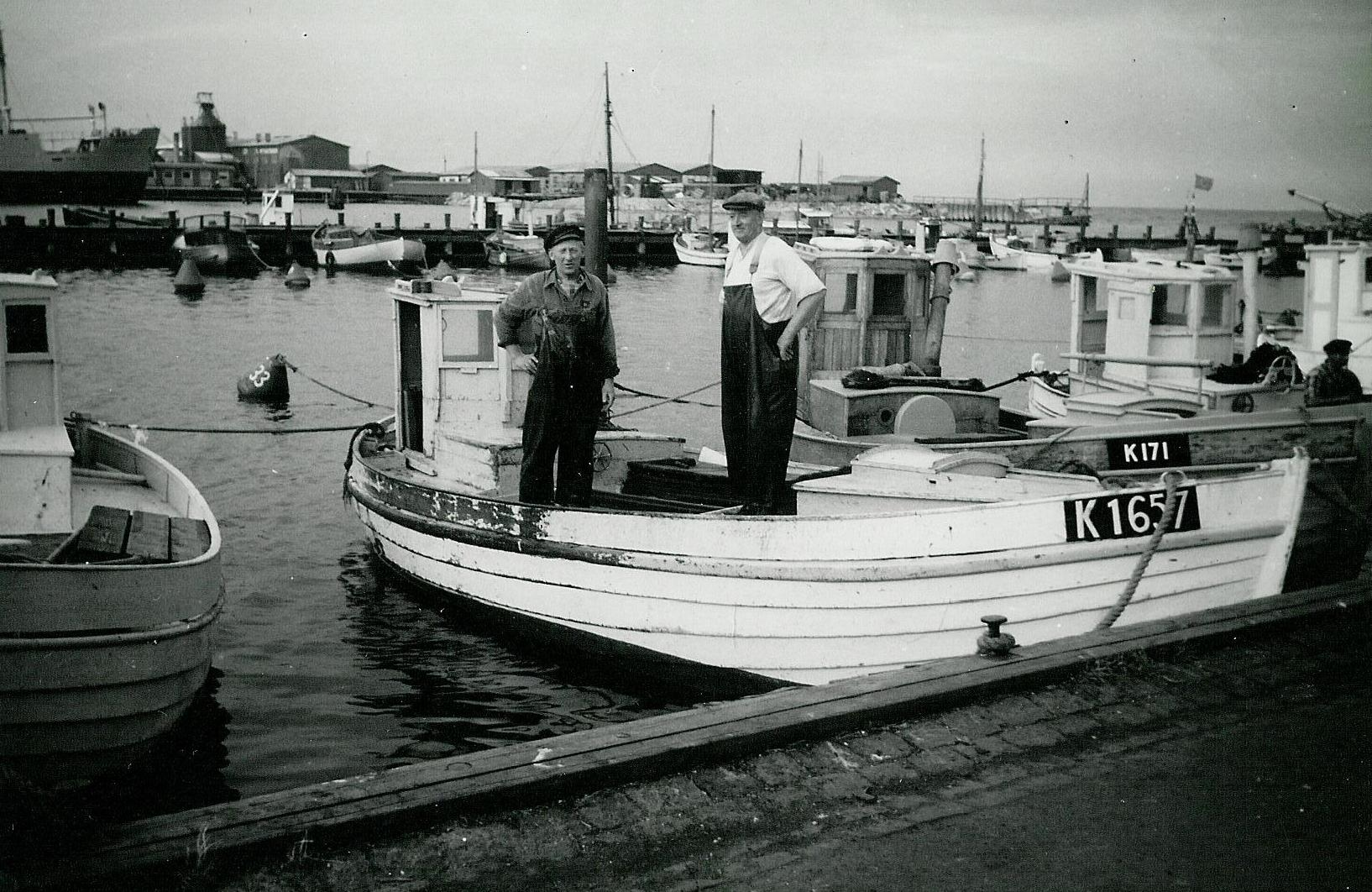
Børge Laursen und Jacob Andersen machten 10 Überfahrten

Duckwitz, seit 1932 Mitglied der NSDAP, hatte sich 1943 schon lange vom Nationalsozialismus abgewandt und verfügte über gute Kontakte zu führenden dänischen Sozialdemokraten. Am 22. September 1943 war er unter einem Vorwand in Schweden und versuchte, den Ministerpräsidenten Per Albin Hansson zu einem offiziellen Vorstoß Schwedens zugunsten der dänischen Juden zu bewegen. Als er von der Konkretisierung der Deportationspläne erfuhr, informierte er umgehend den Sozialdemokraten Hans Hedtoft. Dieser gab die Informationen an den schwedischen Diplomaten Nils-Eric Ekblad weiter, der wiederum die schwedische Regierung auf die bevorstehende Flucht der dänischen Juden vorbereitete.
Darüber hinaus weihte Duckwitz das dänische Außenministerium und den mit ihm befreundeten dänischen Hafenkommandanten ein. Hedtoft gab die Information an mehrere Parteifreunde weiter, darunter auch Kontaktleute des dänischen Widerstands, der sich erst wenige Tage zuvor mit dem Freiheitsrat ein gruppenübergreifendes Koordinationsgremium geschaffen hatte. Über die Sozialdemokraten, die sich mit einem Polizeiauto trotz Ausgangssperre in Kopenhagen bewegen konnten, wurde Oberrabbiner Marcus Melchior, ein aus dem oberschlesischen Beuthen geflüchteter Rabbiner, informiert. Dank eines am nächsten Tag folgenden jüdischen Feiertags verbreitete sich die Nachricht innerhalb kürzester Zeit unter den Juden in ganz Dänemark. Melchior rief seine Glaubensgenossen am Morgen des 29. September in der Kopenhagener Synagoge zur Flucht nach Schweden auf oder dazu, im Land unterzutauchen, bis sich eine Fluchtmöglichkeit ergab. Auch die nichtjüdische Bevölkerung erfuhr bald von der bevorstehenden Deportation. So wurden zahlreiche jüdische Schüler am Morgen des 29. September von ihren Lehrern nach Hause geschickt.
Am Nachmittag des 29. September erklärte der schwedische Botschafter gegenüber dem Vorsitzenden der jüdischen Gemeinde in Dänemark, dass sein Land alle jüdischen Flüchtlinge aus dem Nachbarland aufnehmen werde. Im Tagesverlauf begann eine hastige, teils chaotische Flucht. Viele Juden kamen bei dänischen Freunden und Bekannten sowie in kirchlichen und öffentlichen Einrichtungen wie Krankenhäusern unter. Es kam aber auch zu überstürzten Fluchten zu Fuß, bei denen Menschen an der Küste nördlich von Kopenhagen herumirrten, und zu Selbstmorden. Der Dänische Freiheitsrat rief im Verlauf des Tages seine Mitgliedsorganisationen zur Unterstützung der Verfolgten auf. Eine besondere Rolle kam der bis dahin eher intellektuell-publizistisch tätigen Widerstandsgruppe Ringen zu. Die vielen Ärzte in ihren Reihen sorgten dafür, dass die meisten Krankenhäuser in Kopenhagen als erste Anlaufstellen für Flüchtende zur Verfügung standen und Krankenwagen sie trotz der Ausgangssperre nachts aus der Stadt hinaus brachten.
Am 30. September setzte offener Protest gegenüber der deutschen Besatzungsmacht ein. Neben zahlreichen gesellschaftlichen Institutionen beteiligten sich die dänischen Bischöfe mit Hirtenbriefen daran. Auch König Christian X., der sich während der gesamten deutschen Besatzungszeit zu keinen anderen Einzelentscheidungen der deutschen Seite äußerte, wandte sich mit einem Protestschreiben an Best.

### Razzia und Deportation
Am 1. Oktober teilte Best um 20:30 Uhr dem dänischen Außenministerium den Beginn einer Aktion gegen „reichsfeindliche Elemente“ mit. Zehn Minuten später wies die Gestapo die dänische Polizei an, sich aus der Aktion der deutschen Polizeikräfte herauszuhalten. Um 21 Uhr wurde das Telefonsystem in Kopenhagen und seiner Umgebung stillgelegt und Fahrzeugkontrollen an allen Ausfallstraßen eingerichtet. In der Stadt operierten Trupps der verschiedenen Polizeigruppen unter der Führung jeweils eines Gestapobeamten und mit dänischen SS-Leuten oder Hilfspolizisten als Dolmetscher.
Die Häscher trafen meist auf leere Wohnungen. In dieser Nacht wurden in Kopenhagen lediglich 232 Personen festgenommen, im übrigen Land weitere 82. Dabei handelte es sich meist um alte, nicht mehr fluchtfähige Menschen. Best hatte ausdrücklich angeordnet, dass die Gestapo bei ihrer Razzia keine Türen aufbrechen durfte, wenn sie bei ihren nächtlichen Entführungszügen niemanden antraf, woran sie sich offenbar hielt.
Die Gefangenen wurden auf dem Schiff Wartheland interniert. Am 2. Oktober wurden rund 30 „Halbjuden“ wieder freigelassen. Um die freie Transportkapazität zu nutzen und den geringen Erfolg ihrer Aktion auszugleichen, schaffte die Besatzungsmacht am gleichen Morgen 150 inhaftierte Kommunisten aus dem Lager Horserød an Bord des Schiffs, das um 10 Uhr ablegte. In Swinemünde wurden die Gefangenen ausgeschifft und die Juden in das KZ Theresienstadt, die Kommunisten in das KZ Stutthof verschleppt.
Die inhaftierten „Volljuden“ wurden in vier Deportationen in Konzentrationslager gebracht:
| Nr. | Abfahrt am        | Abfahrtsort    | Transportmittel | Ankunft am          | Konzentrationslager       | Anzahl                        |
| --- | ----------------- | -------------- | --------------- | ------------------- | ------------------------- | ----------------------------- |
| 1   | 2. Oktober 1943   | Aalborg        | Bahn            | 5. Oktober 1943     | Theresienstadt            | 83                            |
| 2   | 2. Oktober 1943   | Kopenhagen     | Schiff und Bahn | 6. Oktober 1943     | Theresienstadt            | 198                           |
| 3   | 13. Oktober 1943  | Lager Horserød | Bahn            | 14. Oktober 1943    | Theresienstadt            | 175                           |
| 4   | 23. November 1943 | Lager Horserød | Bahn            | 24. November 1943 ? | Sachsenhausen Ravensbrück | Männer 6 Frauen und Kinder 10 |

Am 5. Oktober 1943 meldete Best an das Auswärtige Amt, Dänemark sei entjudet, weil sich dort kein Jude mehr legal aufhalten und betätigen könne.
Die Verfolgungsaktivität erlahmte trotz des geringen Erfolgs rasch. Nur vereinzelte Ermittlungsgruppen der Gestapo machten in den folgenden Tagen Jagd auf untergetauchte Juden. Die meisten deutschen Polizeikräfte wandten sich der Bekämpfung des dänischen Widerstands zu, der in dem vorangegangenen Jahr seine Sabotagetätigkeit erheblich verstärkt hatte. Best selbst lehnte eine weitere Verfolgung ab, da man die Küstenlinie ohnehin nicht lückenlos überwachen könne.
Die Anzahl der nach dem 2. Oktober festgenommenen Juden in Dänemark lässt sich nicht mehr genau fassen. Zahlen zwischen 197 und 246 werden für den restlichen Oktober genannt.

### Übersetzung nach Schweden
Zu diesem Zeitpunkt waren die meisten Juden innerhalb Dänemarks untergetaucht und damit noch in Gefahr. Am 3. Oktober schufen der internationale Quäkerdienst und die jüdische Gemeinde Schwedens in Stockholm den Dansk-Svensk Flygtningetjeneste (Dänisch-Schwedischer Flüchtlingsdienst). Dessen illegal in Dänemark operierender Arm konnte insbesondere über die Ärzte des Ringen viele untergetauchte Juden ausfindig machen und nach Schweden schleusen. Jugendliche der dänischen Pfadfinder und aus Geländesportgruppen retteten Juden, die sich nördlich von Kopenhagen in die offene Landschaft geflüchtet hatten. Parallel bildeten sich in vielen Hafenorten Ausschiffungsgruppen, teils spontan, teils in Verbindung zu bereits bestehenden Widerstandsgruppen.
Einer der Orte, über die die Flucht organisiert wurde, war das Hafenstädtchen Gilleleje auf der Insel Seeland. Als eine größere Zahl jüdischer Flüchtlinge ein dänisches Schiff zu ihrer Rettung besteigen wollte, kam die Nachricht von einer unmittelbar bevorstehenden Verhaftung. Das Schiff legte fluchtartig ab. Die Flüchtlinge, die nicht an Bord gelangt waren, suchten in der ihnen fremden Kleinstadt nach Verstecken. Ein Pastor brachte einen Großteil von ihnen auf dem Dachboden der Dorfkirche unter. Die Dorfbewohner kannten das Versteck und brachten spontan Decken, Kleidung und Essen. Das Versteck wurde aber durch einen dänischen Denunzianten verraten, und in den frühen Morgenstunden des 7. Oktober verhafteten die Deutschen 85 Flüchtlinge. Dennoch blieb Gilleleje in den folgenden Nächten ein wichtiger Fluchthafen, denn dort waren lediglich zwei Wehrmachtssoldaten der Besatzungsmacht stationiert, und der deutsche Chef der Hafenpolizei hatte seinen Untergebenen ausdrücklich die nächtliche Jagd auf Flüchtlinge verboten.
Die Forschung spricht von 7.742 Juden – von denen 1.376 nicht dänische Staatsangehörigkeit waren –, die mit 686 nichtjüdischen Familienangehörigen über den Öresund, das Kattegat und die dänische Ostseeinsel Bornholm in den nächsten Wochen Schweden erreichten. Dänische Fischer spielten eine zentrale Rolle bei der Organisation der Flucht über das Meer. Polizei und Küstenwache der Dänen schauten bewusst weg. Von deutscher Seite drohte den Fischern die Beschlagnahmung ihrer Boote und damit die Gefährdung ihrer wirtschaftlichen Existenz. Auf der anderen Seite erhielten die Fischer eine vergleichsweise hohe Bezahlung von den Flüchtlingen und den Unterstützungsgruppen. Es gab auch Fälle von klarer Erpressung mit Überfahrtsgebühren von bis zu 10.000 Kronen oder der Abforderung zusätzlicher Wertsachen während der Überfahrt. Auch die von schwedischem Militär gesicherte Fähre zwischen Kopenhagen und Bornholm wurde zur Rettung von Flüchtlingen genutzt – ebenso wie über die gesamte Besatzungszeit hinweg von Widerstandskämpfern und Kurieren. Dabei handelte es sich vor allem um herausgehobene Einzelpersonen, die nach Absprache mit der schwedischen Regierung gezielt dorthin gebracht wurden. Von Nordjütland aus fanden auch Rettungsfahrten statt, bei denen Flüchtlinge auf offener See von dänischen in schwedische Fischerboote wechselten.
Der dänisch-jüdische Überlebende von Theresienstadt Salle Fischermann berichtete im Jahr 2003:
„Spontan ergriffen viele, viele Dänen die Initiative – alle halfen mit, wo sie nur konnten, Verstecke oder Fluchtwege zu organisieren: in Krankenwagen, ja sogar in Müllwagen, alles, was fahren konnte. Auch Krankenhäuser und Kirchen waren wichtige Verstecke. Die Dänen haben sogar Geld gesammelt, um die Fischer für die gefährliche Fluchtüberfahrt zu bezahlen. Sie hatten ja während dieser Zeit keine Einnahmen. Selbst die dann Deportierten vergaßen sie nicht und sammelten Geld für Hilfspakete, die sie in die Lager schickten. Ich möchte behaupten, dass wir nur dadurch überlebt haben.“
Der kurz zuvor mit einem Fischerboot gerettete „halbjüdische“ dänische Nobelpreisträger Niels Bohr und seine schwedischen Freunde erreichten nach Einschaltung des schwedischen Königs (Gustav V.) am 2. Oktober, dass über die schwedischen Radionachrichten ein Aufnahmeangebot Schwedens verbreitet wurde.
Die meisten spontan formierten Rettungs- und Ausschiffungsgruppen lösten sich Ende Oktober oder Anfang November wieder auf, nachdem die jüdische Bevölkerung das Land verlassen hatte. Die Gestapo nahm während der gesamten Aktion 57 Fluchthelfer fest und übergab sie der dänischen Polizei; sie wurden von dänischen Gerichten zu geringen Strafen von durchschnittlich drei Monaten Gefängnis verurteilt.
Die verschiedenen Hilfsgruppen und die wohlhabenderen unter den Flüchtlingen selbst zahlten rund 12 Millionen Kronen für die Rettung der dänischen Juden, vor allem als Entlohnung der beteiligten Fischer. Mit Stand 2011 wird das in 32,2 Millionen Euro umgerechnet.

## Wirkung für den dänischen Widerstand
Die dänische Widerstandsbewegung profitierte in mehrfacher Hinsicht von der humanitären Aktion, da Widerstandsbewegung, dänische Bevölkerung und das offizielle Dänemark in dieser Angelegenheit erfolgreich die gleiche sachliche Position eingenommen hatten. Die Rettungsaktion wurde in der Außenwahrnehmung hauptsächlich der Widerstandsbewegung zugeschrieben, so dass diese vermehrte Unterstützung und Zulauf aus teilweise neuen Kreisen erhielt. Einige der Fluchtrouten wurden unter stillschweigender Zusammenarbeit mit den schwedischen Behörden als konspirative Seeverbindungen zum Transport von gefährdeten Zivilisten, Agenten, Widerstandskämpfern, Kurieren, Waffen und abgeschossenen alliierten Piloten zu größeren Netzwerken ausgebaut.

## Schutz des zurückgelassenen Vermögens
Nach der Flucht bzw. Deportation der jüdischen Bevölkerung befragten die dänische Polizei und der Sozialdienst Hausmeister und Nachbarn, um die Adressen der verlassenen Wohnungen zu ermitteln, da es kein Judenregister gab. Die Wohnungen wurden teilweise aufgebrochen, die Wertgegenstände, Sparbücher und Bargeld für die Eigentümer sichergestellt, um Diebstahl zu verhindern. Jüdische Unternehmen erhielten dänische Treuhänder, die Mietverträge wurden gekündigt oder eine Regelung für die weitere Bezahlung gefunden, die Möbel eingelagert, und der Sozialdienst sorgte für die Weiterbezahlung von Versicherungsverträgen. Die nach dem Krieg zurückkehrenden Juden fanden in der Regel ihre Heime wohlbehalten und ihre Wertsachen gut gesichert vor.

## Dänische Rettungsdiplomatie
Nach der Deportation der Juden wurde von den dänischen Stellen hart um deren Schicksal gerungen. Die dänische Forderung, „Mischlinge“ und in „Mischehe“ lebende Juden von weiteren Deportationen auszunehmen, konnte Best für die Dänen in Verhandlungen mit dem Reichssicherheitshauptamt nur teilweise durchsetzen. Nach längeren Verhandlungen mit Adolf Eichmann bekam er am 2. November 1943 die lebensrettende Zusage, dass die deportierten Juden aus Dänemark nicht aus Theresienstadt in die Vernichtungslager weiter transportiert werden sollten. Der Außenamtsvertreter Frants Hvass konnte für die dänische Regierung durchsetzen, dass Paketsendungen mit Lebensmitteln und Kleidung nach Theresienstadt gesendet werden konnten und er mit einer Delegation des Internationalen Roten Kreuzes die Deportierten am 23. Juni 1944 in Theresienstadt besuchen konnte. Um die Überbelegung des Lagers zu ändern, wurden nicht-dänische Häftlinge in das Vernichtungslager Auschwitz-Birkenau transportiert und dänische Familien konnten in renovierte und größere Wohnungen umziehen.

## Aktion Weiße Busse

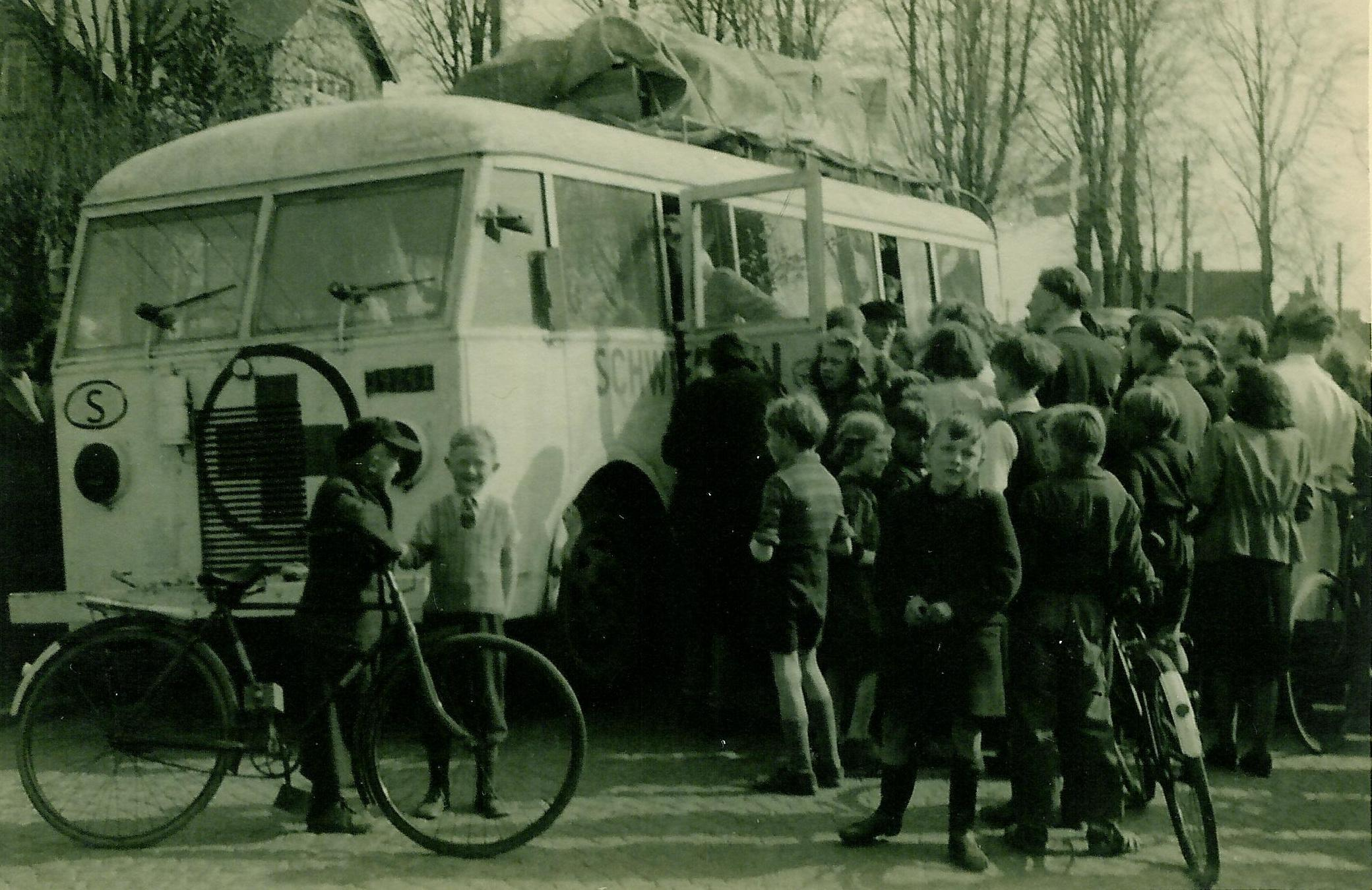
Weißer Bus mit dänischen Juden in Haderslev, April 1945

Im Dezember 1944 erwirkte Hvass die Rückführung von 200 deportierten dänischen Polizisten aus dem KZ Buchenwald in das dänische Lager Frøslev. Daraufhin versuchte ein Widerstandskreis um den dänischen Admiral Carl Hammerich und den norwegischen Diplomaten Niels Christian Ditleff mit Unterstützung des schwedischen Prinzen Carl und des einflussreichen schwedischen Diplomaten Folke Bernadotte, bei Himmler die Freilassung der norwegischen und dänischen KZ-Häftlinge zu erwirken. Am 2. April 1945 wurden die dänischen Juden in die Verhandlungen einbezogen. Am 15. April 1945 wurden 425 noch lebende jüdische Häftlinge aus Dänemark im Rahmen der Rettungsaktion der Weißen Busse aus dem Konzentrationslager Theresienstadt abgeholt und in einem Konvoi durch Deutschland nach Dänemark gebracht. Die Busse passierten bei Padborg die dänische Grenze und fuhren – wegen des Jubels der dänischen Bevölkerung – auf Seitenstraßen zum Kopenhagener Hafen. Von dort aus wurden die Menschen nach Schweden in Sicherheit gebracht.

## Opferzahl
Etwa 50 meist ältere Juden starben in Theresienstadt, weitere geschätzte 60 kamen bei der Flucht vor oder während der Deportation oder durch Suizid zu Tode. Zählt man noch sechs Angehörige der Hechaluz dazu, die bei ihrer versuchten Emigration von Dänemark über den Balkan nach Palästina ergriffen wurden und in Auschwitz umkamen, starben im Zeitraum Oktober 1943 bis 5. Mai 1945 etwa 116 Juden aus Dänemark an direkten oder indirekten Folgen der deutschen antijüdischen Maßnahmen.
Unter anderem die Rettungsaktion erklärt die relativ geringe Opferzahl im Vergleich mit anderen westeuropäischen Ländern, die mindestens 20 % (Frankreich) bis 84 % (Niederlande) ihrer jüdischen Bevölkerung verloren (Deutschland 33 %, 165.000 von 499.000). Diese Hilfsaktion war eine wichtige Erfahrung im dänischen Widerstand gegen die Besatzung und wird bis heute als Indikator für die Stärke der demokratischen Zivilgesellschaft in Dänemark angesehen.

## Erinnerung

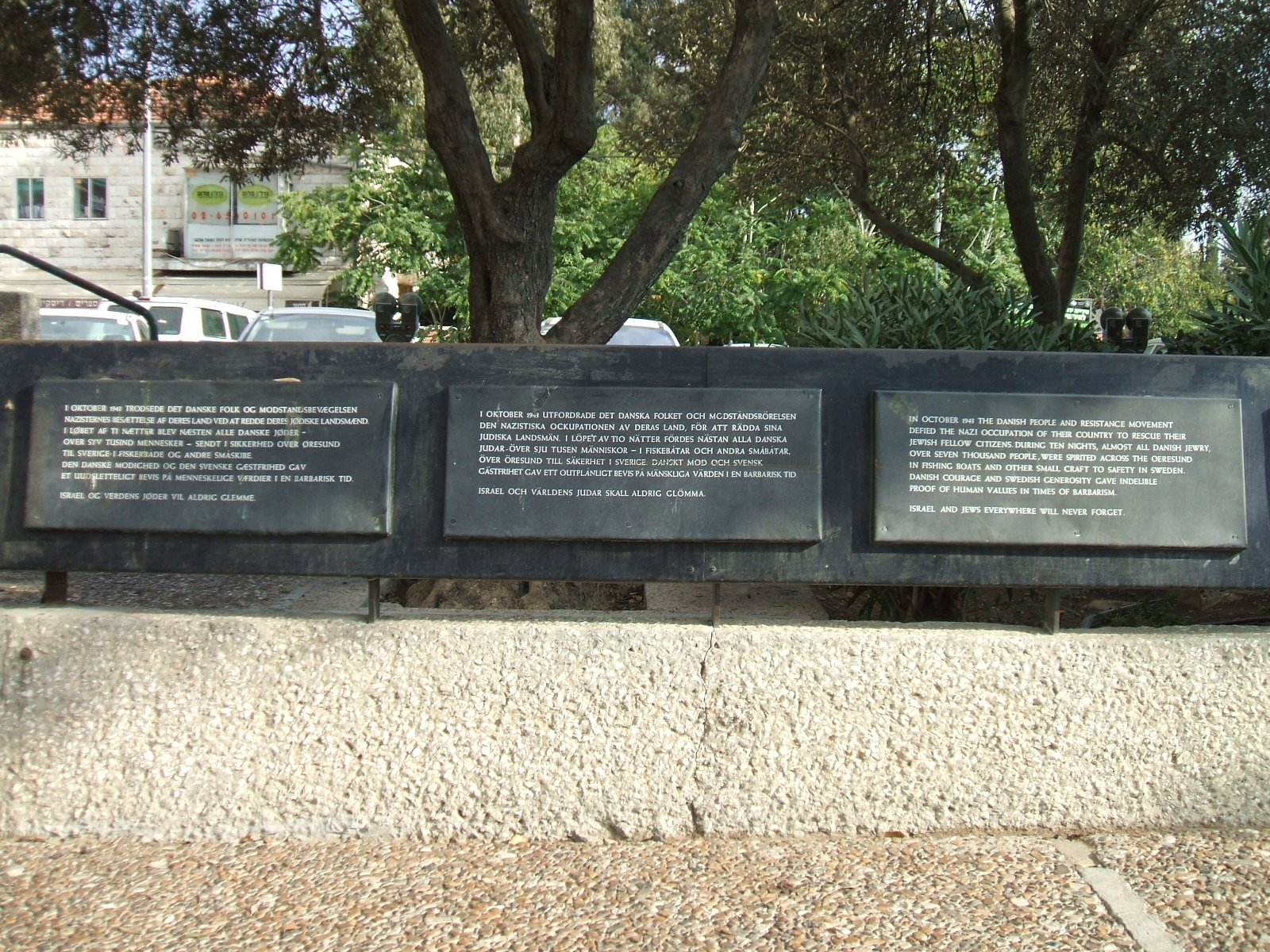
Gedenktafeln in Jerusalem, Kikar Denia

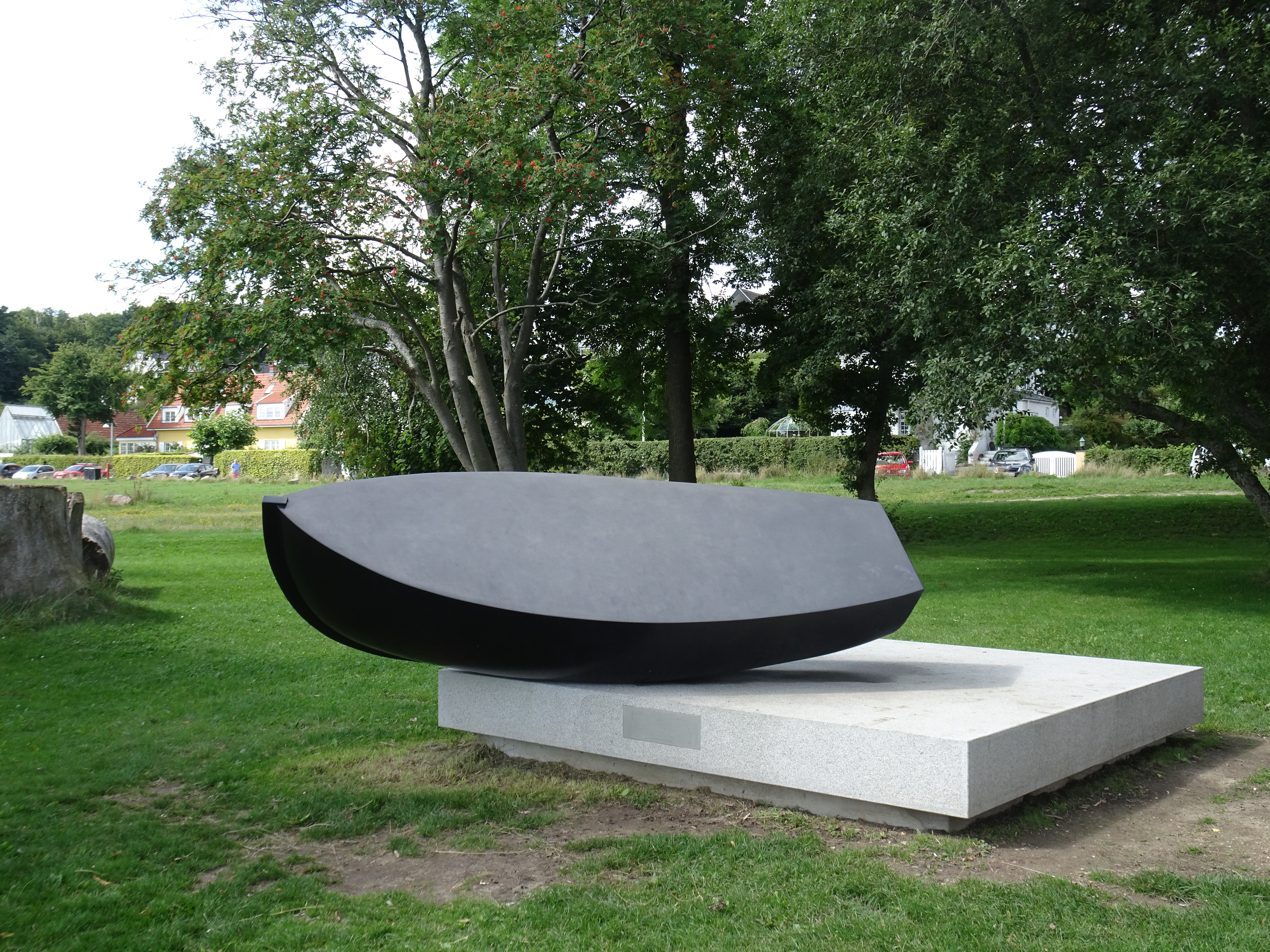
Skulptur "Oktober 1943" in Humlebæk

Der überlebende Schriftsteller Ralph Oppenhejm berichtete in seinem Tagebuch über die Haft in Theresienstadt.
Duckwitz wurde 1971 in Yad Vashem als Gerechter unter den Völkern ausgezeichnet. Zu seinen Ehren wurde in der Allee der Gerechten unter den Völkern in Yad Vashem eine Birke gepflanzt.
Dem dänischen Volk und der dänischen Widerstandsbewegung wurde zum Andenken an diese Rettungsaktion in Jerusalem eine Skulptur errichtet, die einem Schiff nachempfunden ist. Bei dieser Skulptur sind Gedenktafeln in Dänisch, Schwedisch, Hebräisch, Arabisch und Englisch angebracht, um die Rettungsaktion zu erläutern.
In Kopenhagen erinnert das Dänische Jüdische Museum an die Ereignisse. Die Stolpersteine in Dänemark, verlegt vom Künstler Gunter Demnig, erinnern an jene Menschen, die nicht gerettet werden konnten.
Bereits am 11. Oktober 1968, dem 25. Jahrestag der nationalsozialistischen Judenverfolgung in Dänemark, wurde in Kopenhagen der Platz Grønttorvet in Israel-Platz umbenannt.
Seit 2021 steht in Humlebæk die Skulptur „Oktober 1943“ des Künstlers Per Arnoldi, welche der Flucht dänischer Juden 1943 gedenkt.